# Vaudeville-le-Haut
Vaudeville-le-Haut é uma comuna francesa na região administrativa de Grande Leste, no departamento de Meuse. Estende-se por uma área de 9,71 km². Em 2010 a comuna tinha 54 habitantes (densidade: 5,6 hab./km²).